# Coulterella capitata
Coulterella capitata Vasey & Rose, 1890 è una pianta spermatofita dicotiledone della famiglia delle Asteracee, endemica del Messico. È l'unica specie del genere Coulterella e della sottotribù Coulterellinae.

## Etimologia
Il nome generico (Coulterella) è stato dato in onore del dottore e botanico irlandese Thomas Coulter (1793-1843) attivo per diversi anni in America (tra l'altro è stato lo scopritore del Deserto del Colorado), mentre quello specifico (capitata) si riferisce all'infiorescenza formata da piccoli fiori raccolti all'apice del fusto.

Il nome scientifico della specie  (e anche quello del genere) è stato definito per la prima volta dal botanico statunitense Joseph Nelson Rose (1862-1928) e dal botanico americano (inglese di nascita) George Vasey (1822-1893) nella pubblicazione "Contributions from the United States National Herbarium. Smithsonian Institution  - 1: 71, pl. 1. 1890" del 1890. Il nome scientifico della sottotribù (Coulterellinae) è stato proposto dal botanico contemporaneo Harold Ernest Robinson (1932-) nella pubblicazione "Phytologia; Designed to Expedite Botanical Publication. New York - 41(1): 40 (1978)" del 1978.

## Descrizione
Il portamento delle piante di questa specie consiste in fragili arbusti con fusti bianchicci.
Le foglie lungo il fusto sono disposte in modo opposto; sono sessili; la lamina fogliare ha una forma ovata con bordi dentati e un portamento concavo. La consistenza è succulenta e il colore è glauco.
Le infiorescenze sono composte da pochi capolini discoidi aggregati in cime terminali in modo corimboso.  I capolini sono formati da un involucro da cilindrico a romboide composto da 2 - 4 squame (o brattee) connate al cui interno un ricettacolo fa da base a 1 - 2 fiori tubulosi. Il ricettacolo è piatto e privo di pagliette.
Formula fiorale: per queste piante viene indicata la seguente formula fiorale:
* K 0/5, C (5), A (5), G (2), infero, achenio
I fiori sono tetraciclici (a cinque verticilli: calice – corolla – androceo – gineceo) e pentameri (ogni verticillo ha 5 elementi). I fiori del disco, gli unici presenti, sono pochi (1 - 2), del tipo tubuloso a 5 lobi più lunghi della corrispondente gola; sono ermafroditi, zigomorfi (2 lobi sono fusi), fertili e colorati di giallo-oro forte; le pareti sono percorse da 10 nervature longitudinali. Il calice è ridotto ad una coroncina di squame.
L'androceo è formato da 5 stami con filamenti liberi e antere saldate in un manicotto circondante lo stilo. Le appendici delle antere hanno una forma ovata; nella parte abassiale sono presenti dei tricomi ghiandolosi. Il polline ha un diametro di circa 40 micrometri.
Il gineceo ha un ovario uniloculare infero formato da due carpelli.. Lo stilo è unico e con due stigmi nella parte apicale. Gli stigmi sono da acuti a deltati (senza appendici). Le superfici stigmatiche sono ampie e confluiscono all'apice. La faccia abassiale è ricoperta completamente da papille.
I frutti sono degli acheni privi di pappo. Gli acheni hanno una forma da cilindrica a strettamente obconica; la superficie è striata, nera e glabra.

## Biologia
- Impollinazione: l'impollinazione avviene tramite insetti (impollinazione entomogama).
- Riproduzione: la fecondazione avviene fondamentalmente tramite l'impollinazione dei fiori (vedi sopra).
- Dispersione: i semi cadendo a terra sono successivamente dispersi soprattutto da insetti tipo formiche (disseminazione mirmecoria).

## Distribuzione e habitat
La specie di questa voce è endemica nella parte meridionale della Baja California (Messico). L'habitat tipico sono le spiagge.

## Tassonomia
La famiglia di appartenenza di Coulterella capitata (Asteraceae o Compositae, nomen conservandum) è la più numerosa del mondo vegetale e comprende oltre 23000 specie distribuite su 1535 generi (22750 specie e 1530 generi secondo altre fonti). La sottofamiglia (Asteroideae) è una delle 12 sottofamiglie nella quale è stata suddivisa la famiglia Asteraceae, mentre Tageteae è una delle 21 tribù della sottofamiglia. La tribù Tageteae a sua volta è suddivisa in 6 sottotribù (Coulterellinae è una di queste).

### Filogenesi

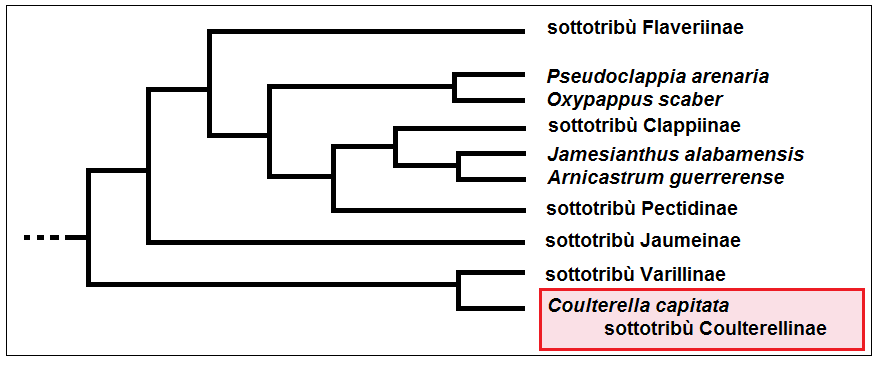
Cladogramma della sottotribù

Tradizionalmente la sottotribù Coulterellinae viene inclusa nella tribù Heliantheae. Ma recenti analisi di tipo filogenetico sul DNA della specie in oggetto e di altre specie appartenenti alla tribù delle Heliantheae ha evidenziato un clade appartenente alla tribù delle Tageteae nel quale la Coulterella capitata è “gruppo fratello” della sottotribù Varillinae e insieme sono “gruppo fratello” del resto della tribù, definito come il "core" delle Tageteae. Il cladogramma a lato tratto dalla pubblicazione citata e semplificato, mostra la posizione della sottotribù Coulterellinae (ossia della sua unica specie) nell'ambito della tribù Tageteae.

Il numero cromosomico della specie è: 2n = 36.

### Sinonimi
L'entità di questa voce ha avuto nel tempo diverse nomenclature. L'elenco seguente indica alcuni tra i sinonimi più frequenti:
- Coulterella vaseyi Rose ex O.Hoffm.